# Lincoln County (New Mexico)
Lincoln County is een county in de Amerikaanse staat New Mexico.
De county heeft een landoppervlakte van 12.512 km² en telt 19.411 inwoners (volkstelling 2000). De hoofdplaats is Carrizozo.
Lincoln County vormde ooit de grootste county van de Verenigde Staten. Aan het einde van de jaren 70 van de 19e eeuw brak hier The Lincoln County War uit tussen rancheigenaren en de eigenaar van de grootste general store van de county. Het bekendste figuur uit dit conflict was Billy the Kid, die aan de zijde van de rancheigenaren streed.

## Bevolkingsontwikkeling

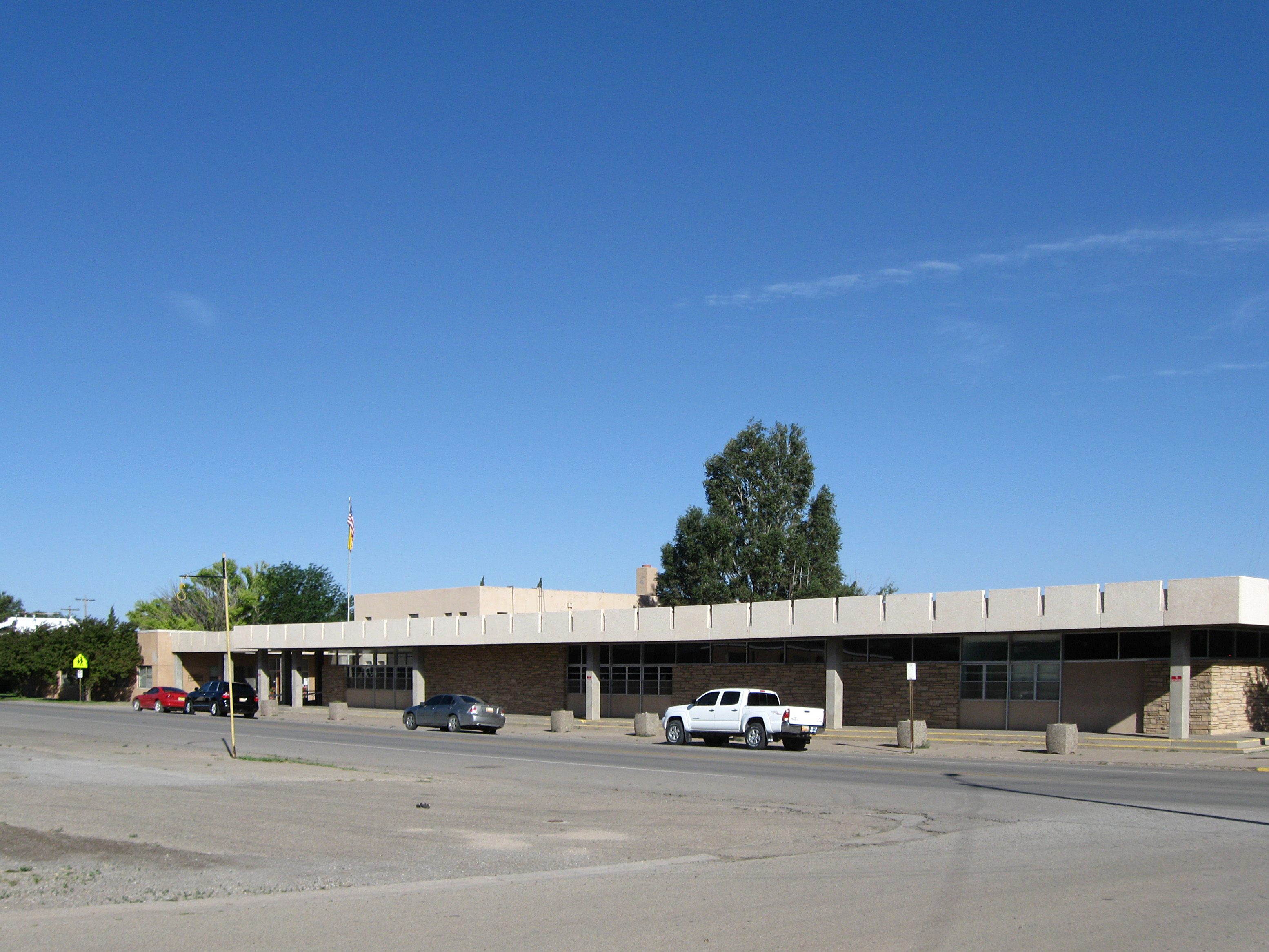
Lincoln County Courthouse

Bernalillo · Catron · Chaves · Cibola · Colfax · Curry · De Baca · Doña Ana · Eddy · Grant · Guadalupe · Harding · Hidalgo · Lea · Lincoln · Los Alamos · Luna · McKinley · Mora · Otero · Quay · Rio Arriba · Roosevelt · San Juan · San Miguel · Sandoval · Santa Fe · Sierra · Socorro · Taos · Torrance · Union · Valencia